# Rantau Jering
Rantau Jering is een bestuurslaag in het regentschap Merangin van de provincie Jambi, Indonesië. Rantau Jering telt 1090 inwoners (volkstelling 2010).